# Hadrostethus cinctus
Hadrostethus cinctus är en stekelart som först beskrevs av Cresson 1865.  Hadrostethus cinctus ingår i släktet Hadrostethus och familjen brokparasitsteklar. Inga underarter finns listade i Catalogue of Life.